# Даян (титул)

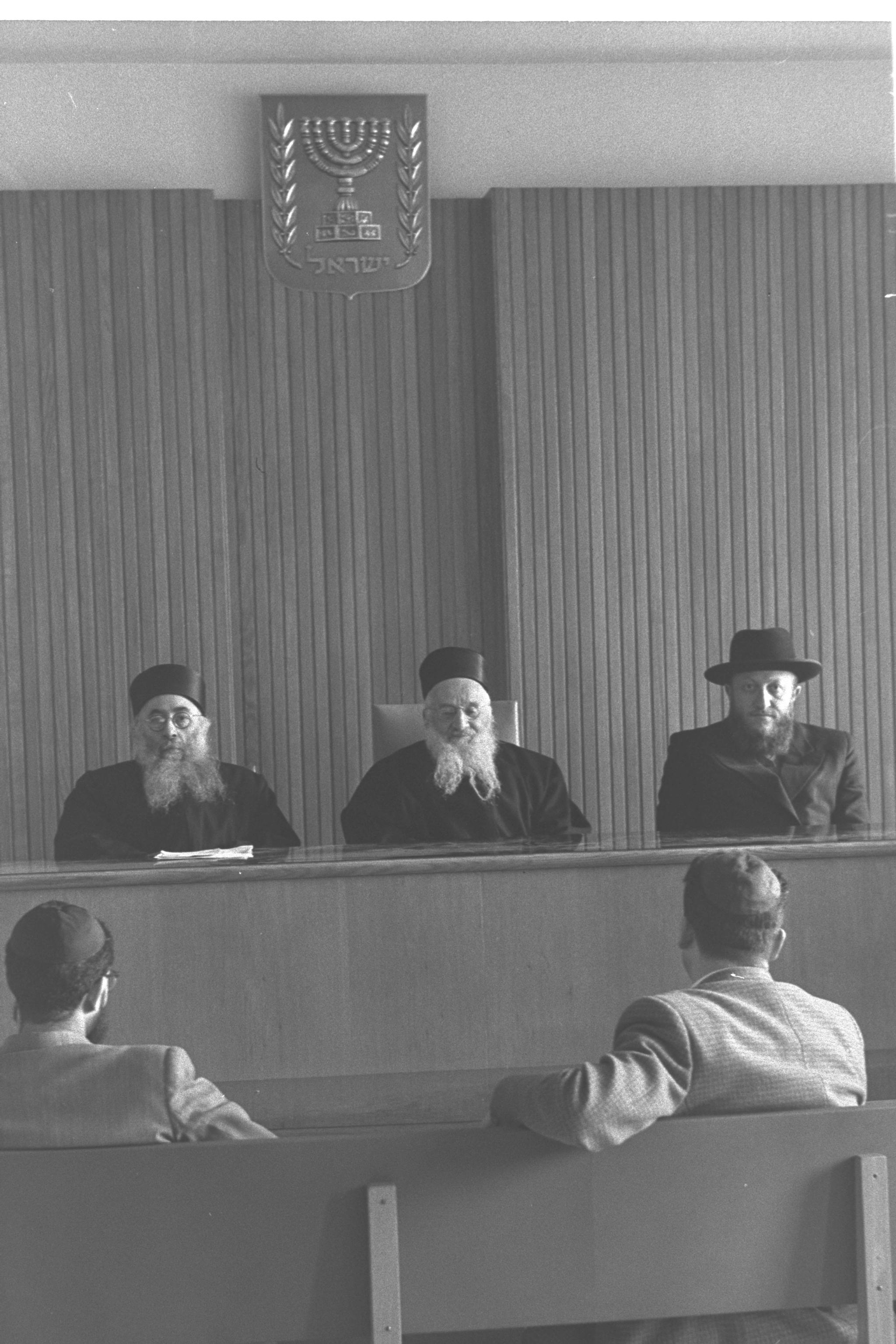
Раввинский суд, 1959 год

Даян (ивр. דַּיָּן, идиш דיין) — судья в иудейском религиозном суде (бейт-дине); в Восточной Европе также называют «справедливым учителем» (ивр. מוֹרֵה צֶדֶק; море-цедек). Наиболее часто даяны рассматривают дела о разводе, дают разрешение на гиюр, определяют галахический статус человека, обнуляют обеты и так далее.
Слово даян происходит из арамейского языка. Исторически слово даян имело более широкое значение. Значение «судья» в современном смысле приобрело в Средние века. Главу бет-дина называют ав бет-дин («отец суда») или рош бет-дин (ивр. ראש בית דין) («глава суда»). Также титул даян иногда получали пожилые или влиятельные евреи, не работавшие в суде.
В ортодоксальном иудаизме даяном может быть только мужчина, желательно раввин, в консервативном и реформистском иудаизмах судить в бет-дине может также женщина. В общем, работа даяна не предполагает наличия какого-либо теологического образования и официального разрешения (судьёй может быть любой иудей), однако многие даяны проходят интенсивное обучение, либо являются раввинами, а в США — также и профессиональными юристами.
В европейских еврейских общинах и у горских евреев даян был менее влиятельным, чем раввин. Исключение составляли евреи Великобритании, у которых даянами называли членов официальных религиозных судов. В Израиле даяном называют религиозного судью бет-дина, а судью в секулярном суде называют шофетом (ивр. שׁוֹפֵט).